# Pathein
Pathein (in birmano ပုသိမ္မ္ရုိ့; MLCTS: pu. sim mrui.), recentemente conosciuta come Bassein, è una città (169 773 abitanti secondo il censimento del 2014) della Birmania, capoluogo della Divisione dell'Irrawaddy. Situata sulla parte occidentale del delta dell'Irrawaddy, sul braccio del fiume di Panthein (Ngawan) 190 km ad ovest di Rangoon, Pathein è accessibile a grandi vascelli nonostante la sua rilevante distanza dall'oceano Indiano, e quindi è la città portuale più importante del delta dopo Rangoon. È anche l'ultima stazione di una ferrovia direttamente collegata alla principale della Birmania. La città produce ed esporta buone quantità di riso.
Il nome della città deriva da Pathi (la parola che in birmano significa "Musulmano"), a causa del grande numero di abitati arabi o indiani. Il nome fu cambiato in Bassein durante il periodo coloniale sotto l'impero britannico. Gli Inglesi costruirono un forte in cui presidiarono una guarnigione dopo la Prima guerra Anglo-Birmana del 1826.
Adesso Pathein è una pacifica piccola città con un litorale pittoresco, molti templi buddisti ed una nota bottega di ombrelli. Gli ombrelli di Pathein sono colorati e fatti a mano e per questo sono famosi in tutta la Birmania.
Sebbene una volta divenne parte del regno Mon, Pathein ha pochi residenti di etnia Mon oggi. Ci sono delle piccole minoranze Rakhine e Karen.